# Paris sur mer
Paris sur mer  es una película del año 2007.

## Sinopsis
Wilson, un joven emigrante de Benín, dicta una carta para sus padres. Cuenta sus éxitos en París, el apasionante viaje que hizo a través de África y su travesía. Para terminar, les dice que París está a la orilla del mar. Demasiado bueno para ser verdad.

## Premios
- Tanger 2008